# Lahden stadion
Il Lahden stadion è lo stadio che ospita le partite casalinghe del Football Club Lahti.
Ha ospitato due volte il Campionato del mondo di sci nordico (nel 1989 e nel 2001) e per tre volte la Coppa del mondo di biathlon (nel 1981, nel 1991 e nel 2000).
Ha ospitato due edizioni del Vaahteramalja, finale del campionato nazionale di football americano.

## Football americano
| Lahti 12 settembre 2020, ore 17:00 XLI Vaahteramalja | Kuopio Steelers                                                                       | 21 – 0 (21-0 0-0 0-0 0-0) referto | Helsinki Wolverines | Lahden Stadion (1304 spett.)\| Arbitri: \| V. Lamminsalo M. Immonen J. Lehtinen J. Kalliokoski J. Bruun J. Seppelin J. Karppinen \| |
| Arbitri:                                             | V. Lamminsalo M. Immonen J. Lehtinen J. Kalliokoski J. Bruun J. Seppelin J. Karppinen |                                   |                     | |

| Arbitri: | J. Seppelin J. Karppinen R.-V. Suojanen J. Kalliokoski H. Toijala M. Makarainen J. Holmberg |

| |           |  |
| M. Wright jr. 11':11" Q2 (TD) 2yd run M. Ojainvali Q2 (pat) H. Harju 0':00" Q3 (TD) 19yd pass from J. Bradley M. Ojainvali Q3 (pat) | Marcatori |  |